# Eparchia św. Jana XXIII w Sofii
Eparchia św. Jana XXIII w Sofii – jedyna jednostka administracyjna Bułgarskiego Kościoła Greckokatolickiego. Została powołana w 1926 jako apostolski egzarchat Sofii. 11 października 2019 papież Franciszek podniósł egzarchat do rangi eparchii i nadał jej imię Jana XXIII. Obecnym biskupem jest Petko Wałow (od 2024).

## Biskupi diecezjalni
- Kyril Stefan Kurteff † (1926 – 1941)
- Ivan Garufaloff, † (1942 – 1951)
- Kyril Stefan Kurteff † (1951 – 1971)
- Metodi Dimitrov Stratiev, † (1971 – 1995)
- Christo Projkow, (1995 – 2024)
- Petko Wałow, (2024 – nadal)